# Vasile Petruț
Vasile Petruț (n. 1926 -  d. august 2013) a fost un general român.
A urmat studii militare la Academia Frunze din Moscova în anii 1950, timp în care ar fi fost recrutat de GRU. Abia întors de la Academia Frunze a Armatei Roșii, colonelul Vasile Petruț, în calitate de membru al Consiliului Militar Superior, s-a remarcat prin susținerea acerbă a înființării Batalioanelor Disciplinare, idee dragă lui Bodnăraș, șeful Armatei RPR. În 1964 Vasile Petruț era general maior (cu 1 stea).
În perioada 10 august 1963 - 15 decembrie 1982 generalul Vasile Petruț a fost comandantul Comandamentului Trupelor de Grăniceri. Generalul Vasile Petruț, în calitate de comandant al Trupelor de Grăniceri, avea întinse legături oficiale cu omologii săi sovietici din Tratatul de la Varșovia și a fost prins în 1968, în cadrul unei acțiuni complexe de demantelare a rețelei sovietice din România, alături de generalul Floca Arhip, adjunct al ministrului apărării naționale, și de generalul Ioan Șerb, adjunct al ministrului afacerilor interne. Din urmărirea informativă s-a mai constatat că generalul Petruț îl protejase pe colonelul Dumitru Cociuban din Direcția de Informații Militare, despre care organele de contrainformații militare dețineau date că întreținea legături neoficiale cu agenți ai rezidenturii GRU din România. A fost înaintat la gradul de general-colonel (cu 3 stele) la 7 mai 1977.
Generalul Petruț a fost mutat în 1982 din funcția de comandant al trupelor de grăniceri la Direcția Propagandă din Consiliul Politic Superior al Armatei, datorită prieteniei sale cu generalul Ilie Ceaușescu, șeful acestei structuri.
Ulterior a fost dat afară din locuința de serviciu care-i fusese pusă la dispoziție și a ajuns să locuiască la un azil de bătrâni. A murit în august 2013, la vârsta de 87 de ani. A fost înmormântat la 10 august 2013.
Generalul Vasile Petruț a fost unchiul chestorului general de poliție Ioan Buda, comandant al Poliției de Frontiere Române în perioada 6 ianuarie 2010 - 15 decembrie 2015.

## Distincții
- Ordinul „23 August” clasa a III-a (16 decembrie 1972) „pentru merite deosebite în opera de construire a socialismului, cu prilejul aniversării a 25 de ani de la proclamarea Republicii”[6]